# Makaleika
Makaleika (en rus: Макалейка) és un poble de la República de Mordòvia, a Rússia, segons el cens del 2010 tenia 10 habitants, pertany al municipi d'Atiàixevo.